# وليد حمزة
|فرق كرة القدم الوطنية = 5341
وليد حمزة ، لاعب كرة قدم قطري من مواليد 1982. يلعب كمهاجم ضمن صفوف نادي الوكرة ومنتخب قطر لكرة القدم.
فاز بجائزة أفضل لاعب شاب في آسيا من قِبل الإتحاد الأسيوي لكرة القدم في عام 1999.
شارك وليد ضمن صفوف منتخب قطر في بطولة العالم لكرة القدم تحت سن 17 سنة عام 1999 في نيوزيلاندا. وقد شارك أيضاً في كأس الأمم الآسيوية لكرة القدم 2004.
في 26 مايو 2011، تم الإعلان عن توقيع وليد حمزة مع نادي الوكرة لمدة عام.

## مسيرته الكروية
لعب وليد حمزة خلال مسيرته الاحترافية مع 4 أندية في سبعة عشر موسمًا وسجل خلالها 44 هدفًا ضمن 217 مباراة. ولم يفز بأي موسم بالكأس أو بالدوري.
خاض وليد حمزة مسيرته مع النادي العربي في موسم 1998–99 ليلعب معه ثلاثة عشر موسمًا، مشاركًا في 177 مباراة سجل خلالها 37 هدفًا. ثم انتقل إلى نادي الوكرة في موسم 2011–12 في المرة الأولى لمدة موسم واحد ثم في موسم 2014–15 لمدة موسم واحد، حيث شارك طوالها في 21 مباراة سجل خلالها 3 أهداف. لينتقل بعدها إلى نادي الغرافة في موسم 2012–13 لمدة موسم واحد، مشاركًا في مباراتين ولم يسجل أي هدف. ثم انتقل إلى النادي الأهلي في موسم 2013–14 لمدة موسم واحد، مشاركًا في 17 مباراة سجل خلالها 4 أهداف.

## روابط خارجية
- وليد حمزة على موقع الاتحاد الدولي (مؤرشف)  (الإنجليزية)
- وليد حمزة على موقع قاعدة بيانات كرة القدم.إي يو (الإنجليزية)
- وليد حمزة على موقع ناشيونال فوتبول تيمز (الإنجليزية)